# عبد الحق أيت العريف
عبد الحق أيت العريف لاعب كرة قدم (يلعب في وسط الميدان) مغربي من مواليد مديـنة الدار البيضاء في 1 أكتوبر 1983، يلعب لنادي الرجاء الرياضي بدأ مسيرته الكروية رفقة الوداد البيضاوي سنة 2000 حيث لعب له 5 مواسم وغاذره في سبتمبر 2005 في اتجاه النادي الصفاقسي التونسي غير أن تجربته هذه لم تدم سوى بضعة شهور حيث انتقل إلى نادي أهلي جدة السعودي الذي لعب له 6 شهور سجل خلالها 8 أهداف، ثم بعد ذلك حط الرحال بنادي الغرافة القطري موسم 2006-2007 وسجل هدفا واحداً فقط في الدوري وفي الموسم الموالي سجل 4 أهداف، وفي يونيو 2008 وقع لنادي عجمان الإماراتي، قبل أن يعود في يوليو 2009 إلى فريقه الأم نادي الوداد البيضاوي حيث لعب له في الموسم الأول 24 مقابلة سجل 2 هدفين وفي موسم 2010-2011 لعب 19 مقابلة دون أن يسجل، وبعد انتهاء عقده مع الفريق الأحمر وقع في شتنبر 2011 للغريم التقليدي الرجاء البيضاوي.

## روابط خارجية
- عبد الحق أيت العريف على موقع قاعدة بيانات كرة القدم.إي يو (الإنجليزية)